# Paraceratherium
Paraceratherium (na forma aportuguesada, paraceratério) é um gênero extinto de rinocerontes sem cornos e um dos maiores mamíferos terrestres que já existiram. Viveu durante o período Oligoceno, há entre 34 e 23 milhões de anos, e seus restos foram encontrados na Eurásia, entre a China e os Bálcãs. É classificado como um membro da família Hyracodontidae e da subfamília Indricotheriinae. Paraceratherium significa "próximo da besta sem corno", em referência ao gênero Aceratherium, onde a espécie-tipo P. bugtiense foi originalmente classificada.
O tamanho exato dos paraceratérios é desconhecido por conta da incompletude dos fósseis. Estima-se que seu peso tenha sido no máximo 15 a 20 toneladas (33 000 a 44 000 libras), com a altura do ombro estimada em cerca de 4,8 metros (15,7 pés), e o comprimento em cerca de 7,4 metros (24,3 pés). As pernas eram longas e pareciam pilares. O longo pescoço suportava um crânio que tinha cerca de 1,3 metros (4,27 pés) de comprimento.
Tinham grandes incisivos que pareciam presas e incisões nasais que sugerem que tinham um lábio superior preênsil ou uma probóscide. O estilo de vida dos paraceratérios pode ter sido similar ao de grandes mamíferos modernos existentes como o elefante e rinocerontes. Por conta de seu tamanho teriam poucos predadores e uma taxa baixa de reprodução. Era um animal herbívoro com uma dieta de folhas e arbustos relativamente tenros, comendo muitas folhas, plantas tenras e arbustos. Viviam em habitats que variavam de desertos áridos com algumas árvores dispersas a florestas subtropicais. As razões para a extinção destes animais são desconhecidas, mas vários possíveis fatores foram propostos.
A taxonomia do gênero e das espécies dentro dele tem uma história longa e complicada. Outros gêneros de indricotérios do Oligoceno, como Baluchitherium, Indricotherium, e Pristinotherium foram nomeados mas nenhum espécime completo existe, tornando comparações e classificações difíceis. A maioria dos cientistas modernos consideram esses gêneros sinônimos juniores de Paraceratherium, e que contém pelo menos quatro espécies discerníveis; P. bugtiense, P. transouralicum, P. lepidum, e P. huangheense. A espécie mais profundamente conhecida é P. transouralicum, então a maior parte das reconstruções do gênero baseiam-se nela. Diferenças entre P. bugtiense e P. transouralicum podem ser devidas ao dimorfismo sexual, o que as tornariam a mesma espécie.

## Taxonomia

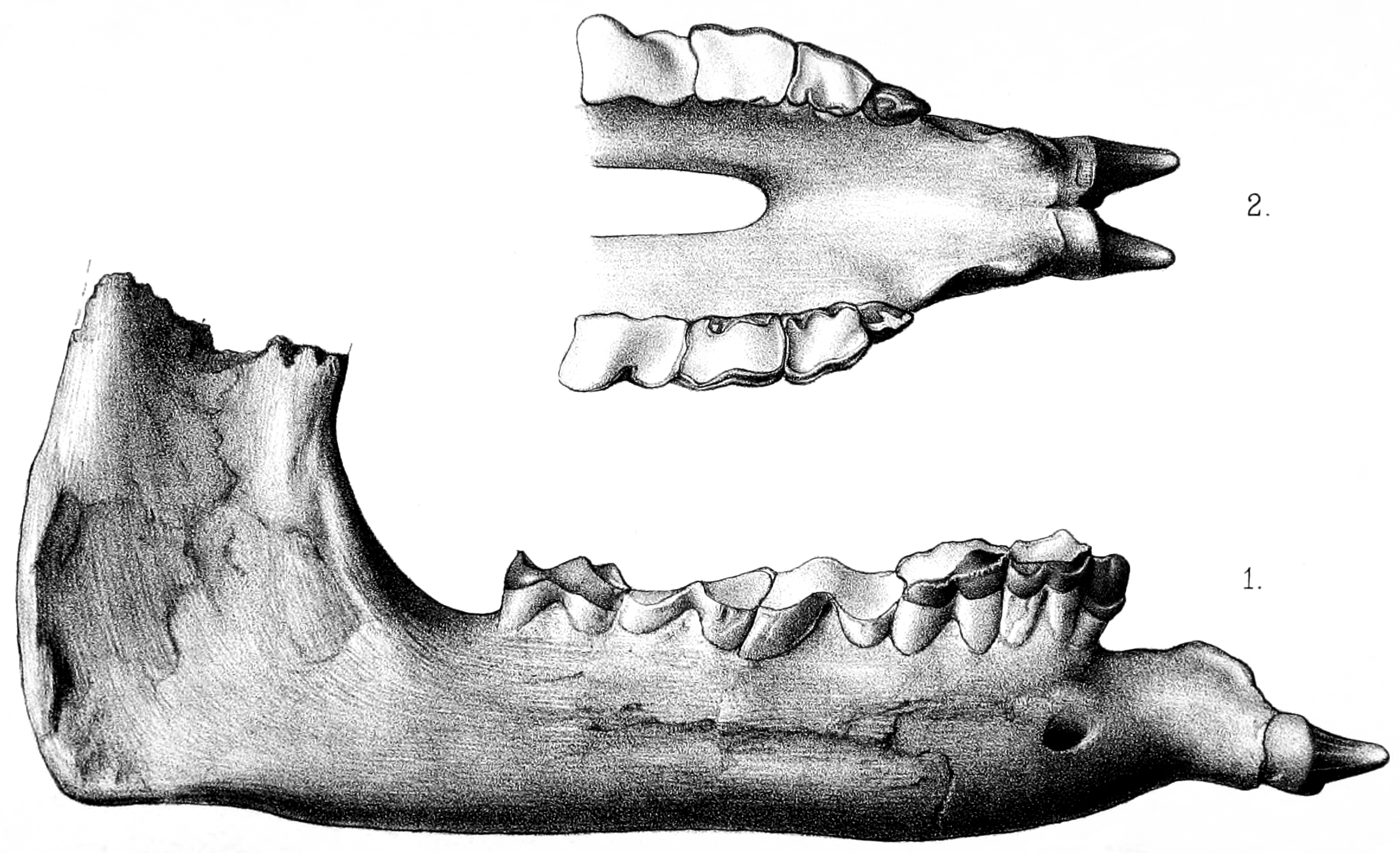
Ilustração de 1911 da mandíbula inferior de P. bugtiense, que foi a base para a sua separação do gênero Aceratherium.

A história taxonômica do gênero Paraceratherium é complexa devido à natureza fragmentária dos fósseis conhecidos e porque cientistas ocidentais, soviéticos e chineses passaram grande parte do século XX trabalhando em isolação entre si e publicaram pesquisas principalmente em suas respectivas línguas. Cientistas de diferentes partes do mundo tentaram comparar seus resultados para obter uma ideia mais completa, mas foram impedidos por obstáculos políticos e por guerras. O uso de métodos taxonômicos diametralmente opostos de "agrupamento e discriminação" também contribuíram para o problema. Dados geocronológicos errôneos conduziram cientistas a acreditar que várias formações geológicas que hoje se tem ciência de que são da mesma época eram de diferentes épocas. Vários gêneros foram nomeados com base em sutis diferenças no dente molar — características que variam entre populações de outros rinocerontes — e portanto não são aceitos pela maioria dos cientistas para diferenciar espécies.
As primeiras descobertas paleontológicas sobre os indricotérios foram feitas através de várias ligações coloniais com a Ásia. Os primeiros fósseis conhecidos dos indricotérios foram coletados no Baluquistão (região atualmente localizada no Paquistão) em 1846 por um soldado chamado Vickary, mas esses fragmentos não eram identificáveis naquele momento. Os primeiros fósseis agora classificados como Paracetherium foram descobertos pelo geólogo britânico Guy Ellcock Pilgrim no Baluquistão entre 1907 e 1908. Seu material consistia em uma mandíbula superior, dentes inferiores e a parte traseira de uma mandíbula. Os fósseis foram coletados na Formação de Chitarwata de Dera Bugti, onde Pilgrim já havia explorado anteriormente. Em 1908, ele usou os fósseis como base para classificar uma nova espécie do extinto gênero de rinocerontes Aceratherium, A. bugtiense. Aceratherium era um "táxon lixeira", que tinha a finalidade de classificar espécies que não se encaixavam em gênero algum — incluía uma série de espécies de rinocerontes sem cornos que não tinham relação alguma entre si, muitos dos quais foram reclassificados para outros gêneros. Mais tarde foi mostrado que, os incisivos fósseis que Pilgrim havia atribuído anteriormente ao gênero Bugtitherium — um gênero não relacionado — de fato, pertenciam às novas espécies.

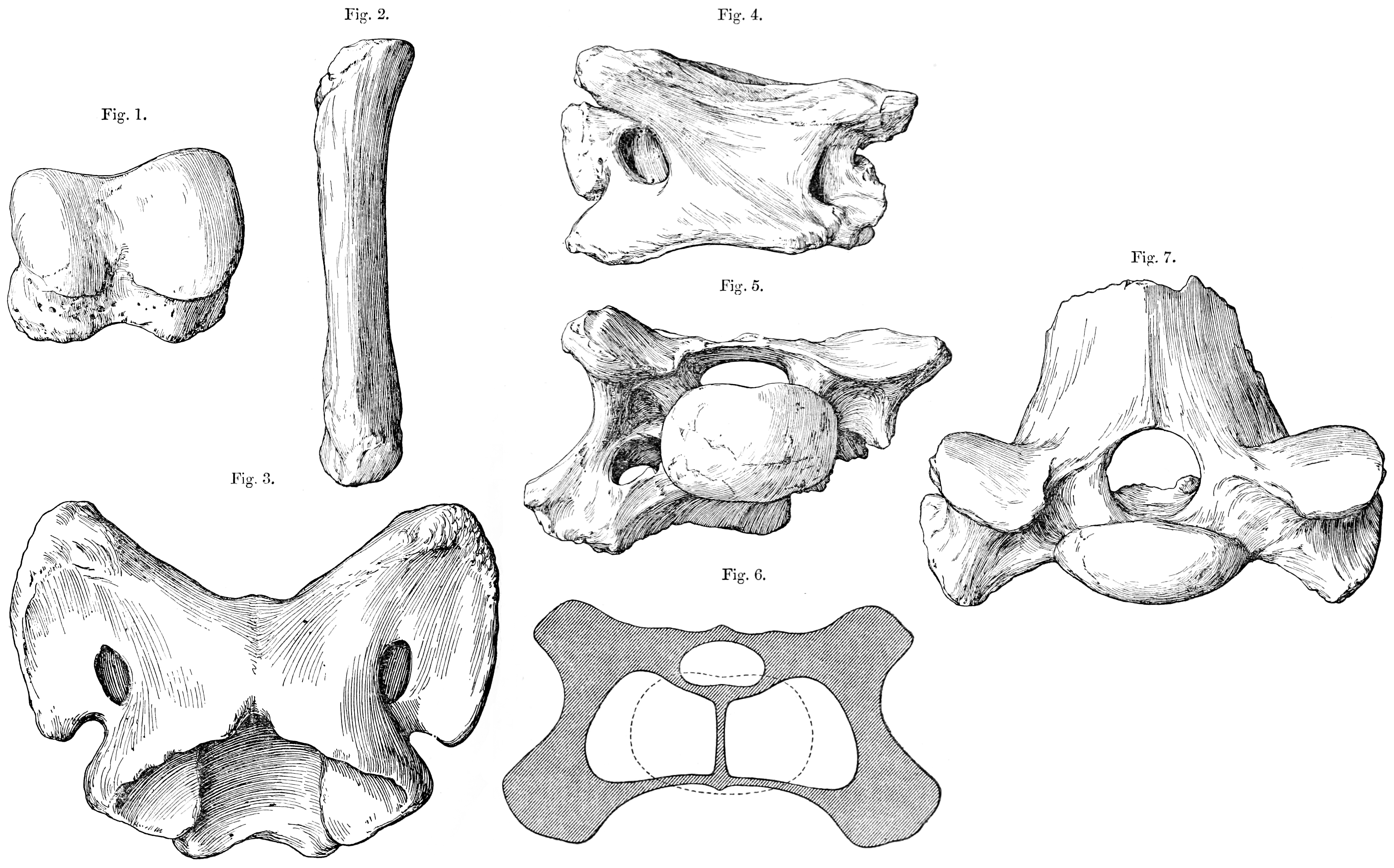
Ilutração de 1913, de um tálus — osso das patas — e um atlas, que foram parte da base para a classificação do Baluchitherium osborni.

Em 1910, mais fósseis parciais foram descobertos em Dera Bugti durante uma expedição do paleontólogo britânico Clive Forster-Cooper. Baseado nesses fósseis, Foster-Cooper moveu A. bugtiense para o novo gênero Paraceratherium que, em latim, significa "próximo à besta sem corno", em referência ao gênero Aceratherium. Essa classificação foi embasada nas presas inferiores da espécie, que eram curvadas para baixo. Em 1913, Forster-Cooper nomeou um novo gênero e espécies, Thaumastotherium ("besta magnífica") osborni, baseada em fósseis maiores encontrados em algumas escavações, mas ele renomeou o gênero para Baluchiterium após aquele ano, porque o nome formal Thaumastotherium já era usado por um inseto hemiptera. Os fósseis de Baluchitherium eram tão fragmentados que Foster-Cooper só conseguiu identificá-lo como um tipo de perissodáctilo, mas ele mencionou a possibilidade de confusão com Paraceratherium. O paleontólogo americano Henry Fairfield Osborn, após a classificação de B. osborni, sugeriu que a espécie poderia ter sido um Titanotheriidae.
Uma expedição posterior da Academia de Ciências da Rússia encontrou fósseis na Formação de Aral, próxima ao Mar de Aral, no Cazaquistão; foi o mais completo esqueleto de indricotério conhecido encontrado, mas faltava o crânio. Em 1916, baseado nesses fósseis, Aleksei lekseeivich Borissiak erigiu o gênero Indricotherium, nomeado em referência a um monstro mitológico, Indrik. Ele não atribuiu um nome de espécie, I. asiaticum, até 1923, mas Maria Pavlova já nomeara I. transouralicum em 1922. Também em 1923, Borissiak criou a subfamília Indricotheriinae para incluir as várias formas relacionadas que ele tinha conhecimento. Em 1939, Borissiak também nomeou um gênero e uma espécie do Cazaquistão, Aralotherium prohorovi.
Em 1922, o explorador estadunidense Roy Chapman Andrews liderou uma expedição bem-documentada para a China e a Mongólia patrocinada pelo Museu Americano de História Natural. Vários fósseis indricotérios foram encontrados em formações no deserto de Gobi mongol, incluindo as pernas de um espécime mantido em pé na posição vertical — indicando que havia morrido preso na areia movediça — bem como, um crânio bastante completo. Esses fósseis foram a base para a descrição de Baluchitherium grangeri, nomeada por Osborn em 1923.
Em 2017, uma nova espécie, P. huangheense, foi nomeada baseada em elementos de mandíbula da formação de Hanjiajing na província de Gansu, na China; o nome é uma alusão ao rio Amarelo, também conhecido como Huang He. Uma multidão de outras espécies e gêneros— a maior parte baseada em diferenças de tamanho, tamanho de focinho e o arranjo do dente da frente— foram criados, baseados em vários restos de indricotérios. Fósseis atribuíveis ao gênero Paraceratherium continuam sendo descobertos através da Eurásia, mas a situação política no Paquistão se tornou muito instável para a ocorrência de novas escavações.

### Espécies e sinônimos

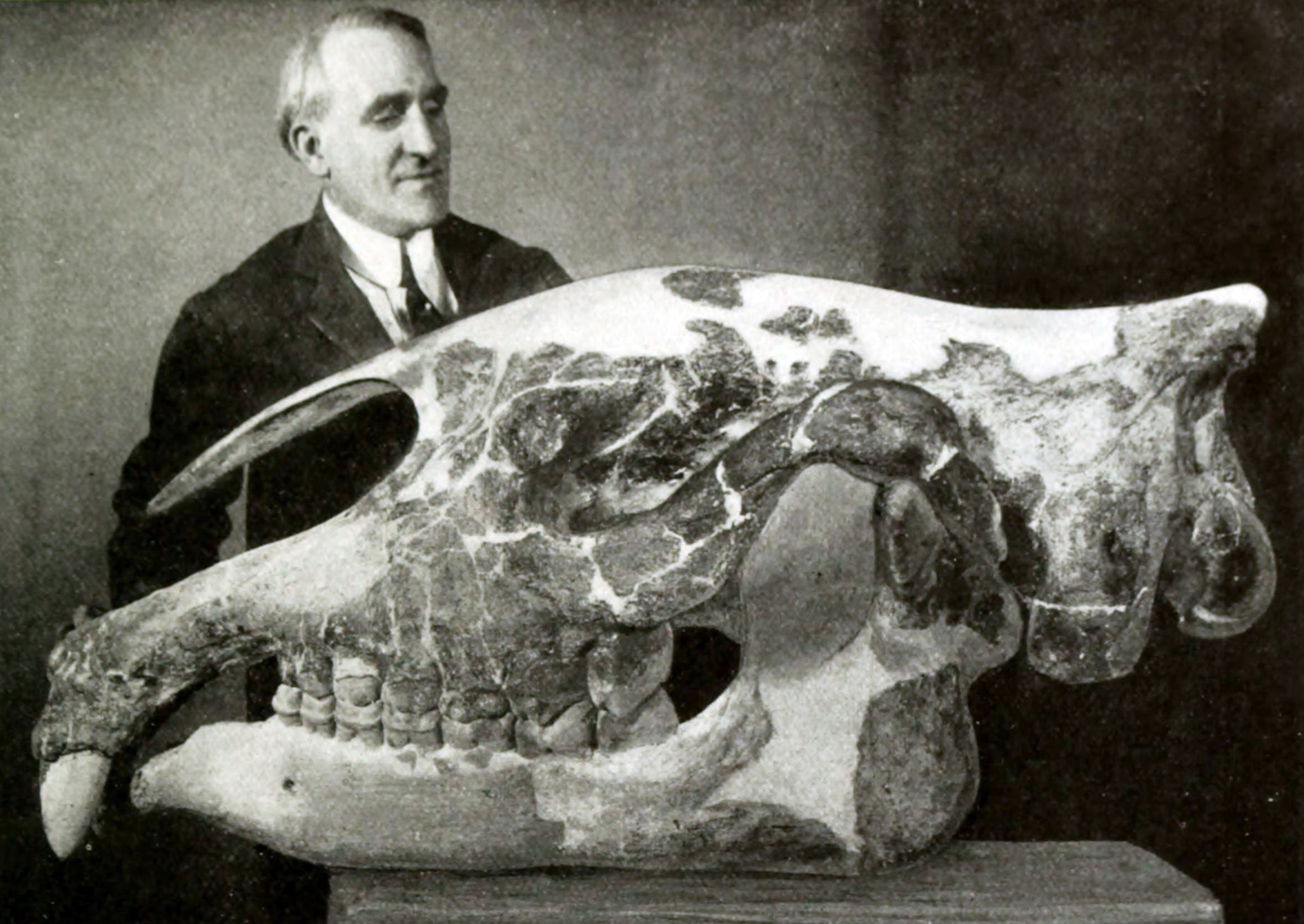
Otto Falkenbach com um crânio de P. transouralicum (espécime AMNH 18650), formalmente atribuído a Baluchitherium grangeri, Museu Americano de História Natural.

Em 1936 os paleontólogos americanos Walter Granger e William K. Gregory propuseram que o Baluchiterium osborni de Foster-Cooper seria um tipo de sinônimo júnior, porque os espécimes foram coletados na mesma localidade e eram possivelmente parte de uma mesma espécie morfologicamente variável. William Diller Matthew e o próprio Forster-Cooper expressaram dúvidas similares alguns anos antes. Apesar de já ter sido declarado um sinônimo júnior, a nomenclatura Baluchiterium para o gênero permanece popular na mídia por conta da publicidade em torno da espécie B. grangeri de Osborn.

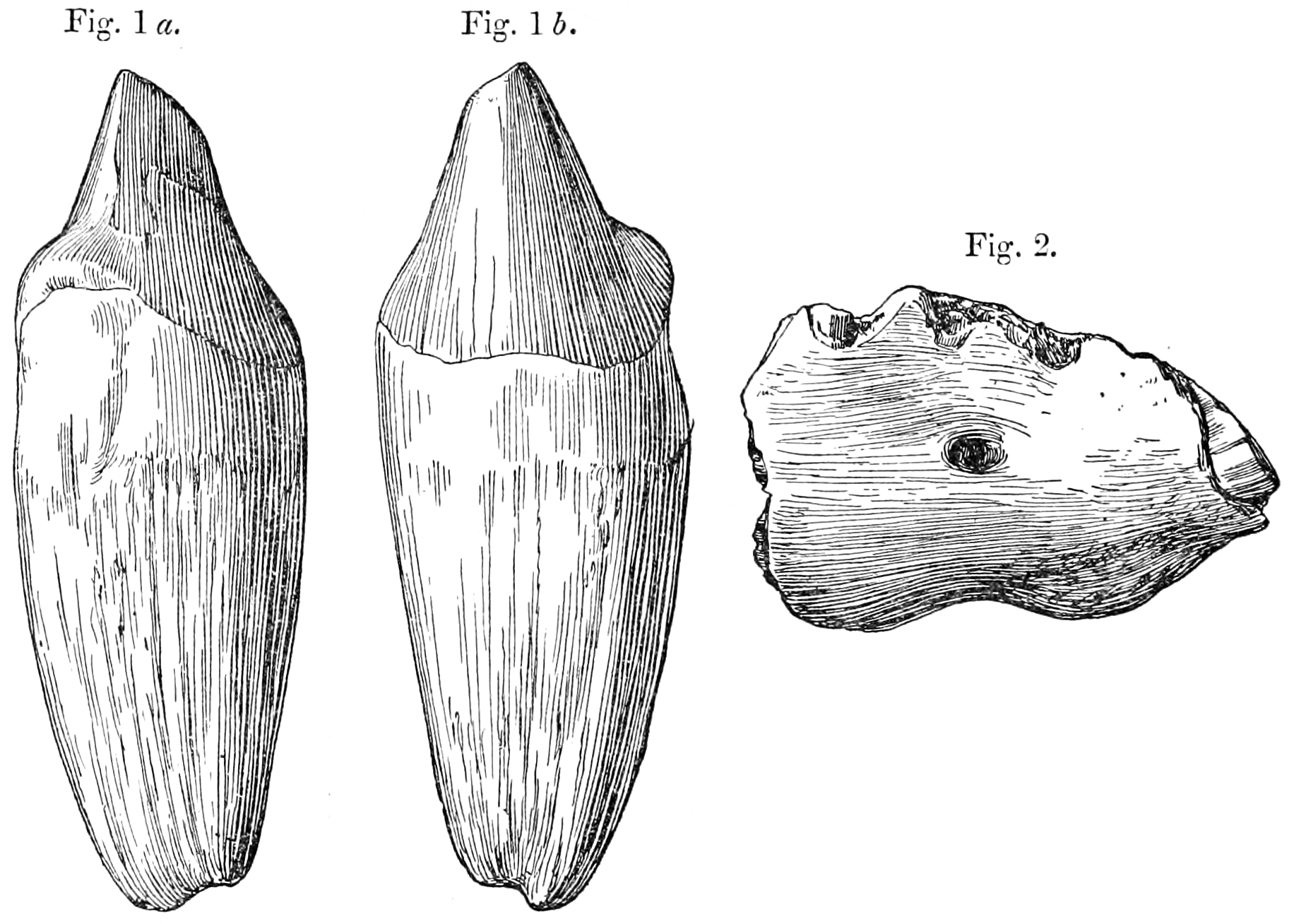
Ilustração de 1911 de um incisivo de P. bugtiense em duas perspectivas.

Em 1989 os paleontólogos Spencer G. Lucas e Jay C. Sobus publicaram uma revisão da classificação taxonômica dos indricotérios, a qual é seguida pela maioria dos cientistas ocidentais atualmente. Eles concluíram que Paraceratherium, como o nome mais antigo, era o único gênero válido de indricotério do Oligoceno e continha quatro espécies válidas: P. bugtiense, P. transouralicum (originalmente em Indricotherium), P. prohorovi (originalmente em Aralotherium), e P. orgosensis (originalmente em Dzungariotherium). Eles classificaram a maioria dos outros nomes como sinônimos júnior desse táxon ou como nomen dubium, baseado em restos muito fragmentários para identificar devidamente.
Analisando as diferenças presumidas entre os gêneros e as espécies descritas, Lucas e Sobus concluíram que provavelmente eram variações dentro das mesmas populações e que a maioria dessas características não poderia ser distinguida entre um espécime e outro, como fora apontado na década de 1930. O crânio côncavo único atribuído a P. transouralicum ou Indricotherium — enquanto os outros tinham a parte superior plana — foi atribuída ao dimorfismo sexual. Portanto, existe a possibilidade de que os fósseis de P. bugtiense representem a fêmea, enquanto os de P. transouralicum representem o macho de uma mesma espécie.
De acordo com Lucas e Sobus, a espécie-tipo P. bugtiense do Oligoceno tardio do Paquistão inclui um sinônimo júnior tal como B. osborni e P. zhajremensis. P. transouralicum do Oligoceno tardio do Cazaquistão, Mongólia e Norte da China inclui B. grangeri e I. minus. Em 2013 o paleontólogo americano Donald Prothero sugeriu que P. orgosensis pode ser distinto o suficiente para justificar o seu nome original no gênero Dzungariotherium, mas essa posição requer avaliação. P. prohorovi do Oligoceno tardio do Cazaquistão pode estar muito incompleto em relação às outras espécies para ser resolvido, o mesmo se aplica às espécies propostas, tal como I. intermedium e P. tienshanensis, assim como o gênero Benaratherium.
Embora o nome do gênero Indricotherium seja agora um sinônimo júnior de Paraceratherium, o nome da subfamília Indricotheriinae ainda está em uso porque a sinonímia do nome do gênero não afeta os nomes dos táxons de nível superior derivados deles. Membros da subfamília ainda são, portanto, comumente referidos como indricotérios.
Em contraste com a revisão de Lucas e Sobus, um papel de 2003 de pesquisadores chineses sugeriu que Indricotherium e Dzungariotherium eram gêneros válidos, e que P. prohorovi não pertencia a Paraceratherium. Eles também reconheceram a validade de espécies como P. lipidus, P. tienshanensi, e P. sui. Um artigo de 2004 do paleontólogo chinês Tao Deng Et al. também reconheceu três gêneros distintos. Alguns escritores ocidentais similarmente têm usado nomes considerados inválidos desde a revisão de 1989, mas sem fornecer uma análise detalhada e uma justificativa.

### Evolução

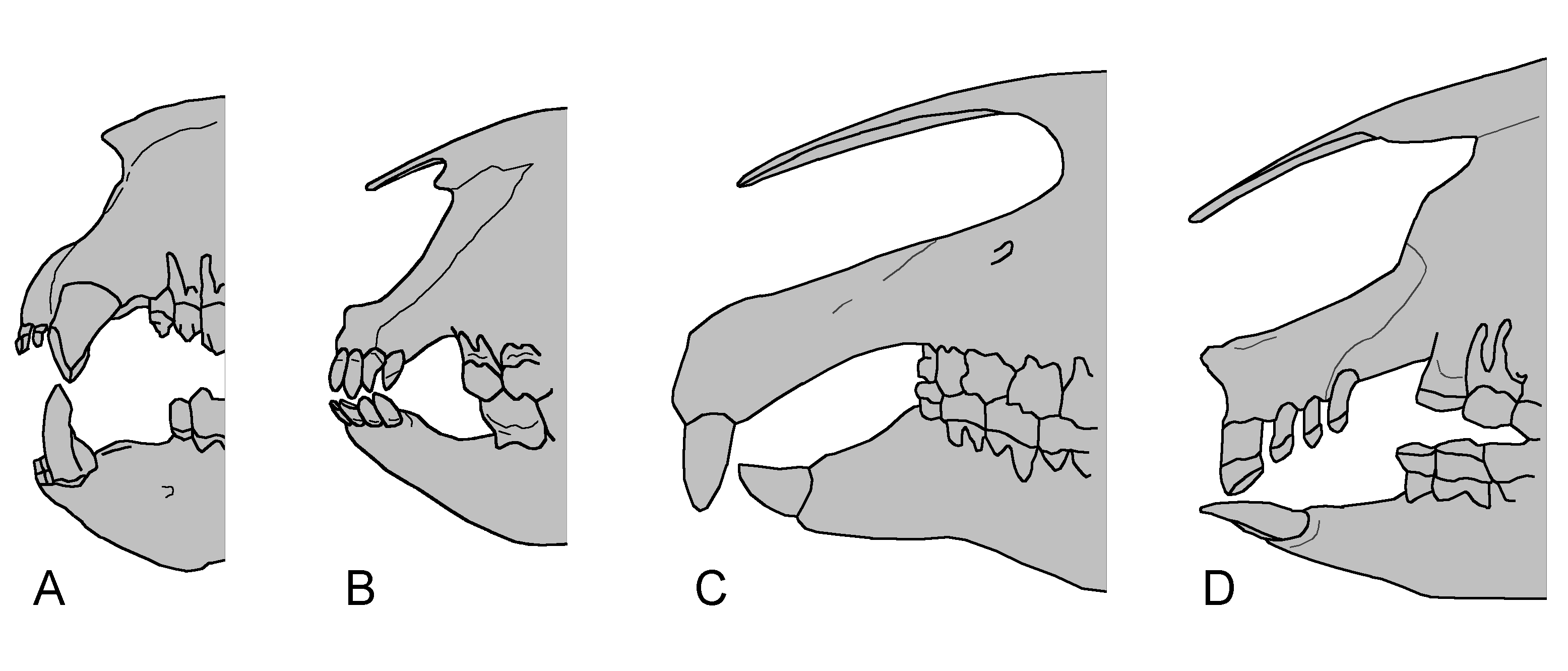
Comparação dos dentes frontais de Metamynodon (Amynodontidae), Hyracodon (Hyracodontidae), Paraceratherium (Indricotheriinae), e Trigonias (Rhinocerotidae)

A superfamília Rhinocerotoidea, que inclui os rinocerontes modernos, pode ser rastreada do período Ypresiano — há cerca de 50 milhões de anos — com primeiros precursores tal como Hyrachyus. Rhinocerotoidea contém três famílias: Amynodontidae, Rhinocerotidae ("rinocerontes verdadeiros"), e Hyracodontidae. A diversidade dentro do grupo dos rinocerontes foi muito maior nos tempos pré-históricos; suas espécies tinham tamanhos que variavam entre cães ao tamanho dos paraceratérios. Eles tinham pernas compridas, formas cursórias adaptadas para correr e agachar e formas semi-aquáticas. A maioria das espécies não tinha cornos. Fósseis de rinocerontes são identificados como tal, principalmente por características de seus dentes, que é a parte dos animais com a maior possibilidade de preservação. Os molares superiores da maioria dos rinocerontes têm um formato padrão de Pi (Π) na coroa, e os molares inferiores têm pares de L. Várias características do crânio também são usadas para a identificação dos fósseis de rinocerontes.
A subfamília Indricotheriinae, a qual o gênero Paraceratherium pertence, foi primeiramente classificada como parte da família Hyracodontidae por Leonard B. Radinsky em 1966. Anteriormente, eles foram classificados como uma subfamília dentro de Rhinocerotidea, ou mesmo uma família completa, Indricotheriidae. Em um estudo cladístico de 1999 de tapiromorfos, Luke Holbrook estabeleceu que os indricotérios estavam fora do clado Hyracodontidae, e escreveu que eles não podem ser um grupo monofilético (natural). O esquema de Radinsky é a hipótese prevalente hoje em dia. A família Hyracodontidae contém pernas alongadas adaptadas à corrida, tal como Hyracodon, e foram distinguidos pelas características dos dentes incisivos. Indricotérios são distintos de outros hiracodonteos por seu grande tamanho e a estrutura derivada de seus focinhos, incisivos e caninos. O indricotério mais antigo conhecido é o Fostercooperia (que tinha um tamanho próximo ao do cão) do meio e do fim do Eoceno da América do Norte e Ásia. O Juxia (que tem o tamanho próximo ao dos bovinos) é conhecido do meio do Eoceno; pelo final do Eoceno o gênero Urtinotherium da Ásia quase chegara ao tamanho dos paraceratérios. Os paraceratérios viveram na Eurásia durante o período Oligoceno, de há 23 a 34 milhões de anos. O gênero é distinto de outros indricotérios por seu grande tamanho, incisão nasal que teria suportado um focinho muscular, e seu pré-maxilar virado para baixo. Também tinham perdido o segundo e o terceiro incisivos inferiores, caninos inferiores, e o primeiro pré-molar inferior.

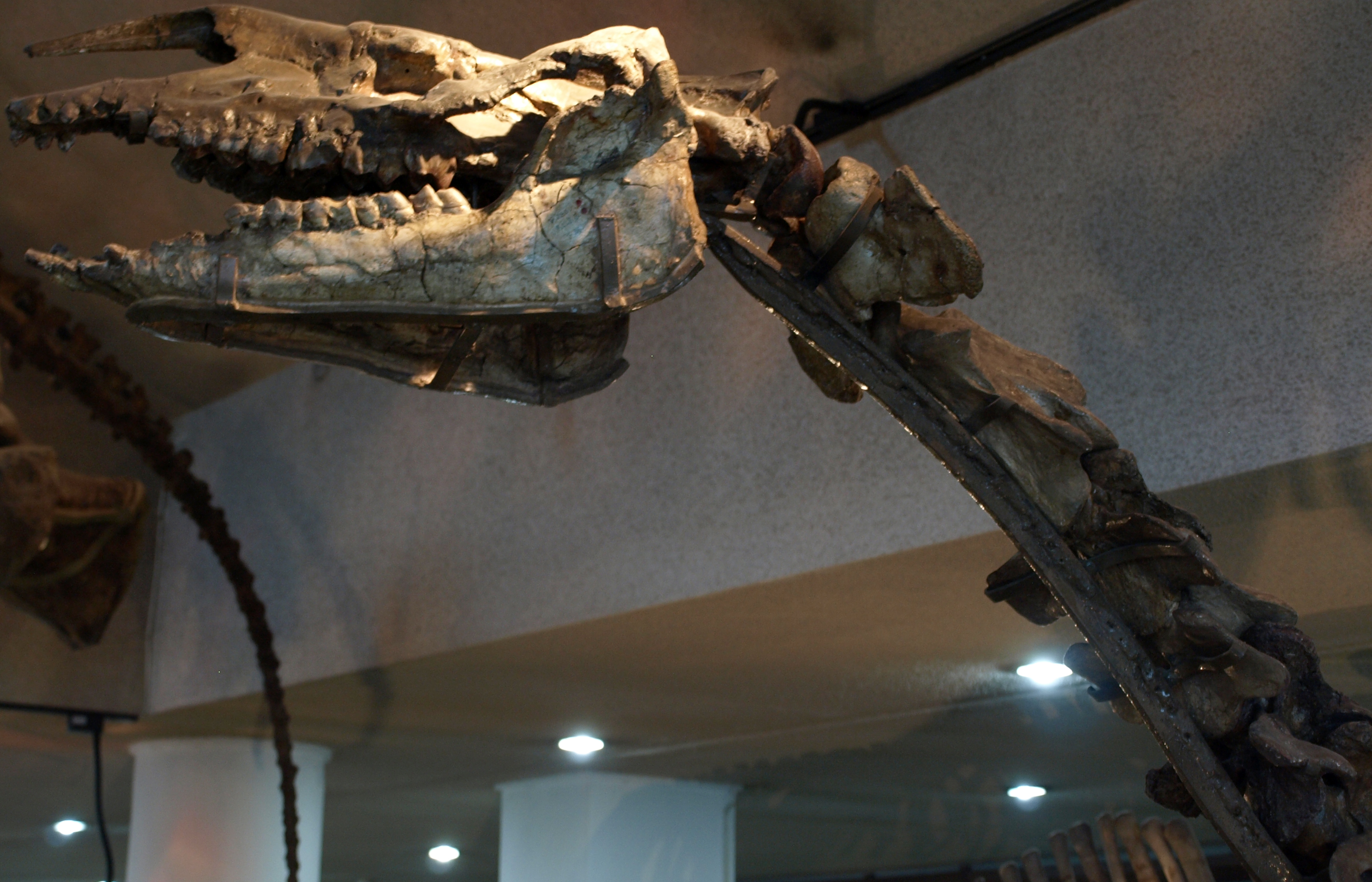
Crânio e pescoço de Juxia, um parente do tamanho de uma vaca, presente no Eoceno médio, exposto no Museu Paleozoológico da China.

O cladograma abaixo segue a análise de 1989 dos indricotérios por Lucas e Sobus, e mostra as espécies mais próximas ao Paraceratherium:

|  | Juxia                                                             |
|  |                                                                   |
|  | \| \| Urtinotherium \| \| \| \| \| \| Paraceratherium \| \| \| \| |
|  |                                                                   |
|  | Urtinotherium                                                     |
|  |                                                                   |
|  | Paraceratherium                                                   |
|  |                                                                   |

|  | Urtinotherium   |
|  |                 |
|  | Paraceratherium |
|  |                 |

|  | Juxia                                                             |
|  |                                                                   |
|  | \| \| Urtinotherium \| \| \| \| \| \| Paraceratherium \| \| \| \| |
|  |                                                                   |
|  | Urtinotherium                                                     |
|  |                                                                   |
|  | Paraceratherium                                                   |
|  |                                                                   |

|  | Urtinotherium   |
|  |                 |
|  | Paraceratherium |
|  |                 |

|  | Juxia                                                             |
|  |                                                                   |
|  | \| \| Urtinotherium \| \| \| \| \| \| Paraceratherium \| \| \| \| |
|  |                                                                   |
|  | Urtinotherium                                                     |
|  |                                                                   |
|  | Paraceratherium                                                   |
|  |                                                                   |

|  | Urtinotherium   |
|  |                 |
|  | Paraceratherium |
|  |                 |

|  | Juxia                                                             |
|  |                                                                   |
|  | \| \| Urtinotherium \| \| \| \| \| \| Paraceratherium \| \| \| \| |
|  |                                                                   |
|  | Urtinotherium                                                     |
|  |                                                                   |
|  | Paraceratherium                                                   |
|  |                                                                   |

|  | Urtinotherium   |
|  |                 |
|  | Paraceratherium |
|  |                 |

Lucas e seus colegas chegaram a conclusões semelhantes em uma análise prévia de Fostercooperia em 1981, em que mantiveram Paraceratherium e Indricotherium como gêneros separados. Em 2016, os pesquisadores chineses Haibing Wang e seus colegas usaram o nome Paraceratheriidae para a família e paraceratheriine para a subfamília, e os colocou fora de Hyracodontidae.

## Descrição

Tamanho estimado de P. transouralicum (verde-oliva) comparado com os humanos, outros grandes mamíferos, e o dinossauro Patagotitan.

O paracetério é uma das maiores espécies de mamíferos terrestres conhecidas que já existiu, mas seu tamanho exato não está claro por conta da falta de espécimes completos. As estimativas antigas de 30 toneladas (66 100 libras) agora são consideradas exageradas; seu tamanho poderia ser no máximo na faixa de 15 a 20 toneladas (33 000 a 44 000 libras), e no mínimo 11 toneladas (24 300 libras), na média. Os cálculos se basearam principalmente nos fósseis de P. transouralicum porque essa espécie tem os restos mais completos conhecidos. As estimativas têm se baseado no crânio, nos dentes e nas medições dos ossos das patas, mas os elementos ósseos conhecidos são representados por indivíduos de tamanhos diferentes, então todas as reconstruções esqueléticas são extrapolações compostas, resultando em várias variações de tamanho.
O tamanho total de seu corpo foi estimado em 8,7 metros (28,5 pés) por Granger e Gregory em 1936, e 7,4 metros (24,3 pés) por Vera Gromova em 1959, mas a estimativa anterior agora é considerada exagerada. O peso dos paraceratérios era similar ao de alguns proboscídeos extintos, com o esqueleto mais completo conhecido pertencendo ao mamute-da-estepe (Mammuthus trogontherii). Apesar da massa mais ou menos equivalente, os paraceratérios podem ter sido mais altos que qualquer outro proboscídeo. A altura de seu ombro foi estimada em 5,25 metros (17,2 pés) nos ombros por Granger e Gregory, e, mais recentemente, 4,8 metros (15,7 pés) por Gregory S. Paul em 1997. A extensão do pescoço foi estimada em 2 a 2,5 metros (6,6 a 8,2 pés) por Michael P. Taylor e Mathew J. Wedel em 2013. P. huangheense difere de P. bugtiense apenas na anatomia da porção posterior da mandíbula, e também por seu tamanho maior.

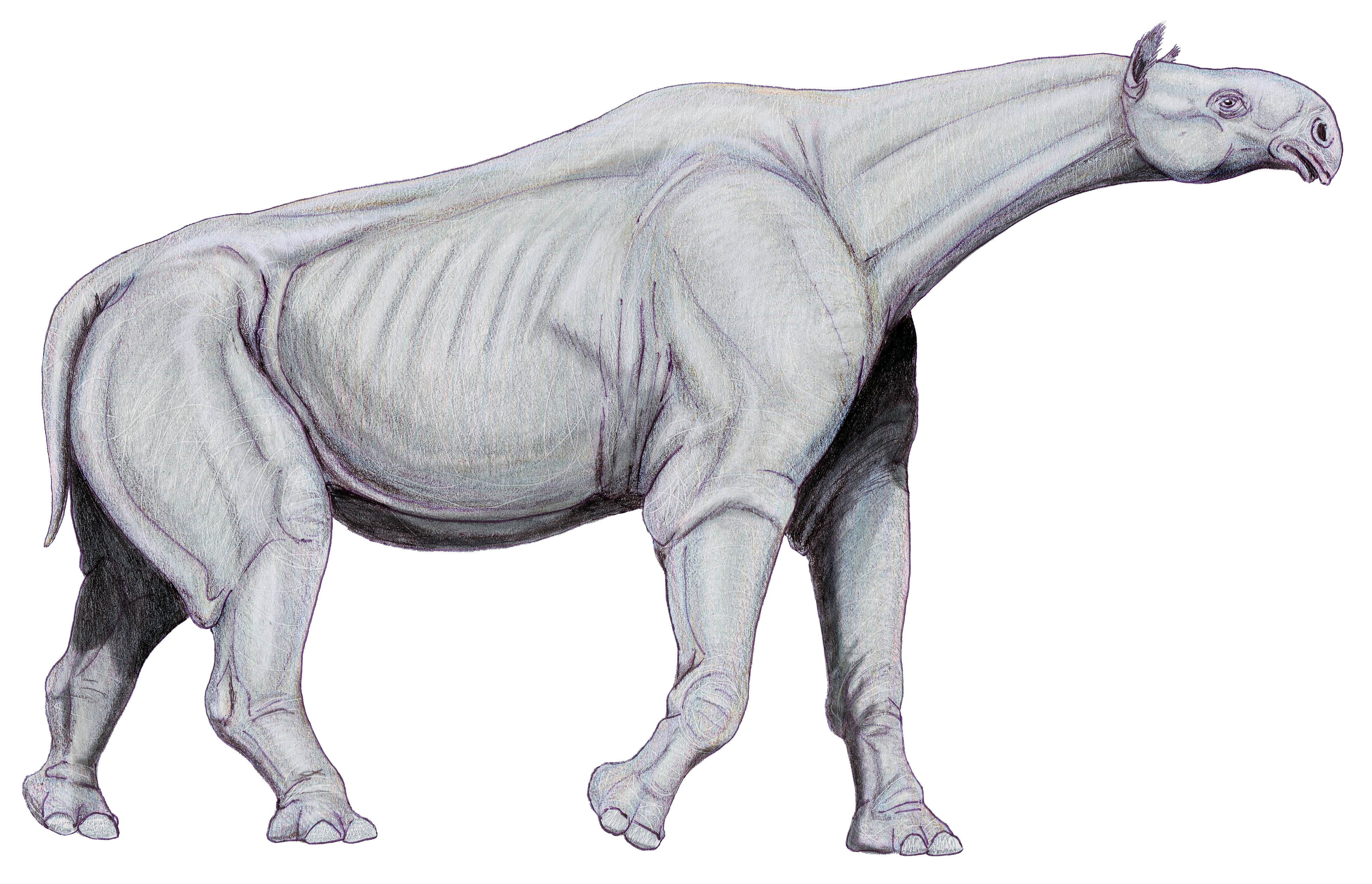
Restauração de P. transouralicum.

Nenhum conjunto completo de vértebras e costelas dos paraceratérios foi encontrado ainda e a cauda é completamente desconhecida. As vértebras atlas e áxis do pescoço são mais amplas que na maior parte dos rinocerontes modernos, com espaço para grandes ligamentos e músculos que seriam necessários para segurar a grande cabeça. As outras vértebras eram também bastante amplas, e tinham extensas zigoapófises com muito espaço para músculos, tendões, ligamentos e nervos, para suportar a cabeça, pescoço e espinha. Os espinhos neurais eram longos e formavam uma longa "corcunda" ao longo das costas, onde os músculos da cabeça e os ligamentos da nuca para sustentar o crânio estavam afixados. As costelas eram similares às dos rinocerontes modernos, mas a caixa torácica iria aparentar menor em proporção às longas pernas e grandes corpos, porque os rinocerontes modernos, comparativamente, têm pernas mais curtas. A última vértebra da parte inferior da coluna vertebral estava fundida ao sacro, uma característica encontrada nos rinocerontes avançados. Como os saurópodes, os paraceratérios tinham cavidades na vértebra pré-sacral, que provavelmente auxiliou para aliviar o esqueleto.

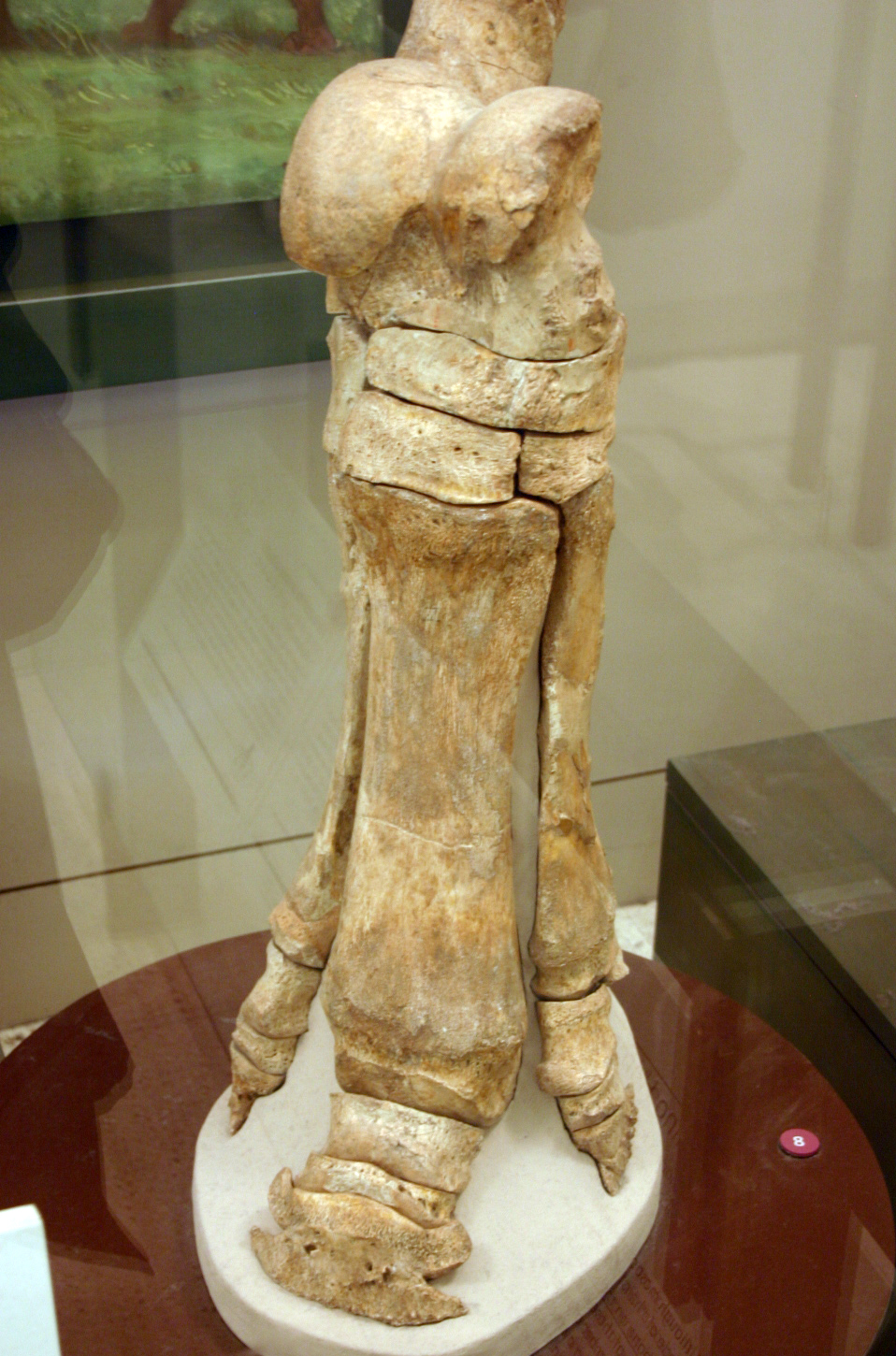
Pata posterior de P. transouralicum, AMNH

Os membros eram grandes e robustos para suportar o grande peso do animal e eram, de certa forma, semelhantes e convergentes com os dos elefantes e dinossauros saurópodes, que também eram animais pesados que se moviam lentamente. Contrastando com esses animais, que tendem a ter os ossos dos membros superiores longos enquanto os membros inferiores, mãos e ossos dos pés encurtados, fundidos e comprimidos — os paraceratérios tinham ossos dos membros superiores curtos e ossos das mãos e dos pés longos — exceto pelas falanges em forma de disco — similarmente aos rinocerontes corredores dos quais descendem. Alguns ossos tinham quase 50 centímetros (19,7 polegadas) de comprimento. Os ossos das coxas tipicamente mediam 1,5 metros (4,92 pés), um tamanho excedido apenas pelos de alguns elefantes e dinossauros. Os ossos das coxas eram como pilares e muito mais grossos e mais robustos que os de outros rinocerontes, e os três trocanteres nos lados eram muito reduzidos, já que esta robustez diminuiu sua importância. Os membros eram dispostos em uma postura de coluna em vez de curvados, como em animais menores, o que reduziu a necessidade de grandes músculos nos membros. As pernas posteriores tinham três dedos nos pés.

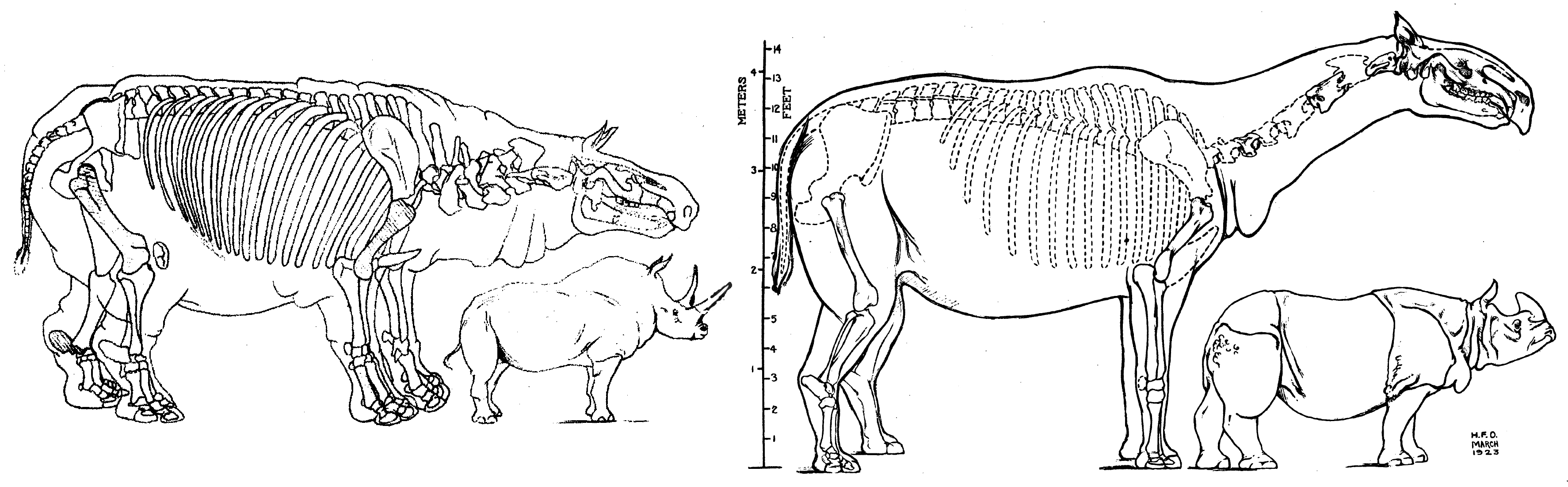
Reconstruções esqueléticas de 1923 de P. transouralicum (então B. grangeri), em versões semelhantes a rinocerontes e outra mais magra.

Devido à natureza fragmentária dos fósseis conhecidos de Paraceratherium, o animal tem sido reconstruído de várias maneiras diferentes desde sua descoberta. Em 1923, W. D. Matthew supervisionou um artista para desenhar uma reconstrução do esqueleto baseada nos espécimes de P. transouralicum até menos completos do que os conhecidos até então, usando as proporções de um rinoceronte moderno como guia. O resultado foi muito desproporcional e compacto, de modo que Osborn desenhou uma versão mais esguia naquele mesmo ano. Algumas restaurações posteriores mostraram o animal muito magro, com pouca atenção ao esqueleto subjacente. Gromova publicou uma recontrução esquelética mais completa em 1959, baseada no esqueleto de P. transouralicum da formação de Aral, mas essa também faltou com várias vértebras cervicais.
Não há indicações da cor ou textura da pele do animal porque não é conhecida nenhuma múmia ou impressão cutânea. A maior parte das restaurações exibem a pele da criatura como grossa, enrugada, cinza e sem pelos, baseada nos rinocerontes modernos. Porque os pelos retêm o calor corporal, grandes mamíferos modernos como elefantes e rinocerontes são, na maior parte, sem pelos. Prothero propôs que, ao contrário da maioria das representações, os paraceratérios tinham grandes orelhas como as dos elefantes que serviam para a termorregulação. As orelhas dos elefantes ampliam a área da superfície corporal e são preenchidas com vasos sanguíneos, fazendo a dissipação de excesso de calor mais facilmente. Ele aponta os ossos robustos ao redor das aberturas das orelhas como prova disso. Os paleontólogos Pierre-Oliver Antoine e Darren Naish expressaram ceticismo em relação a essa hipótese.

### Crânio

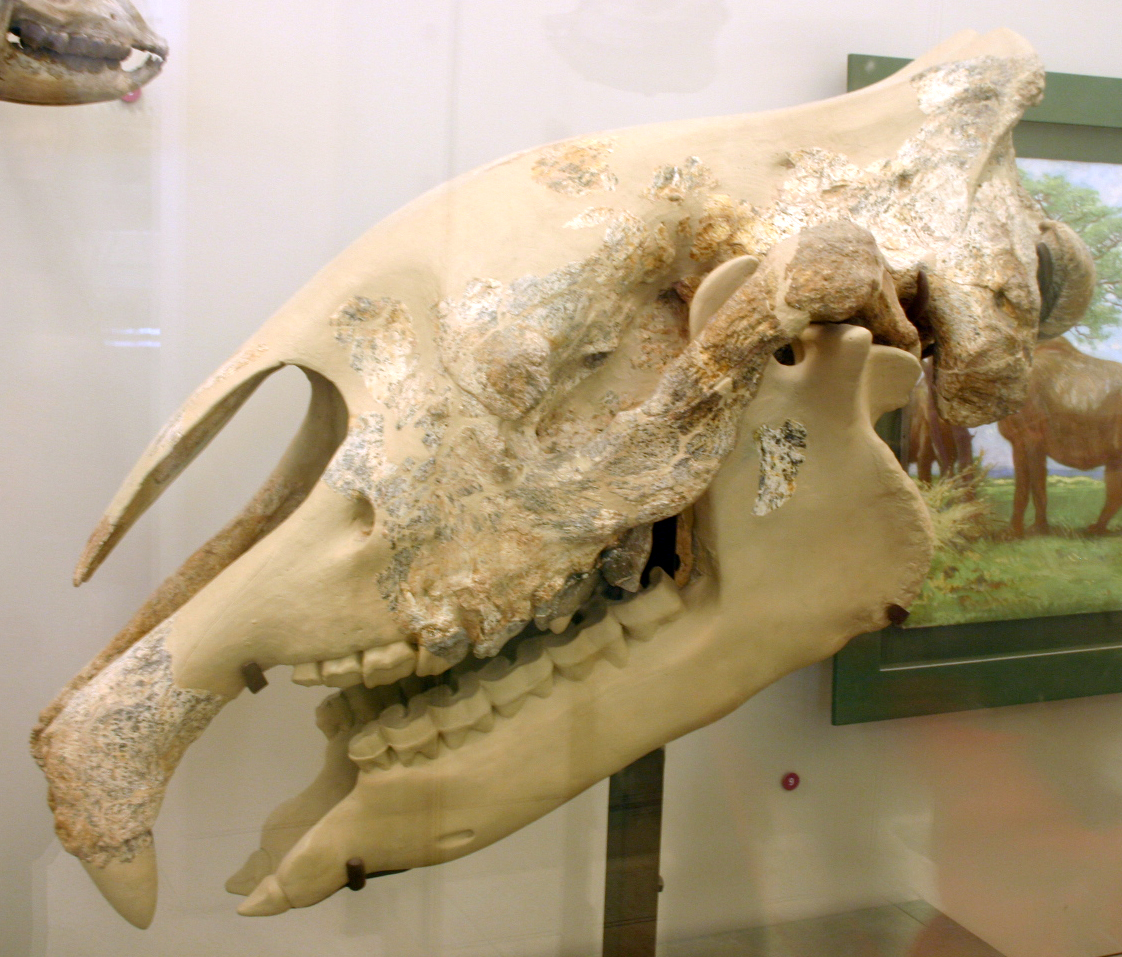
Crânio de P. transouralicum (espécime AMNH 18650)

Os maiores crânios de Paraceratherium têm cerca de 1,3 metros (4,27 pés) de comprimento, 33 a 38 centímetros (13 a 15 polegadas) atrás do crânio, e 61 centímetros (24,0 polegadas) de largura entre os arcos zigomáticos. Os paraceratérios tinham uma longa testa, que era lisa e sem a área rugosa que serve com um ponto de encaixe dos chifres de outros rinocerontes. Os ossos acima da região nasal são longos e a incisão nasal é profunda dentro do crânio. Isto indica que os paraceratérios tinham um lábio superior preênsil similar àqueles dos rinocerontes-negros e rinocerontes-indianos, ou uma curta probóscide ou tromba como nos tapires. A parte traseira do crânio era baixa e estreita, sem as grandes cristas lambdoides no topo e ao longo da crista sagital, que são encontradas em animais com cornos e presas que precisam de músculos fortes para empurrar e lutar. Eles também tinham uma fenda profunda para o encaixe dos ligamentos da nuca, que seguravam o crânio automaticamente. O côndilo occipital era muito amplo e os paraceratérios aparentemente tinham grandes e fortes músculos no pescoço, que permitiam-lhes baixar a cabeça fortemente enquanto se alimentavam dos galhos. Um crânio de P. transouralicum tinha uma testa côncava, enquanto outros espécimes tinham testas lisas, possivelmente por conta do dimorfismo sexual. Um molde endocraniano do cérebro de P. transouralicum mostra que ocupava apenas 8% do comprimento do crânio, enquanto o cérebro dos rinocerontes-indianos ocupava 17,7% do comprimento de seu crânio.

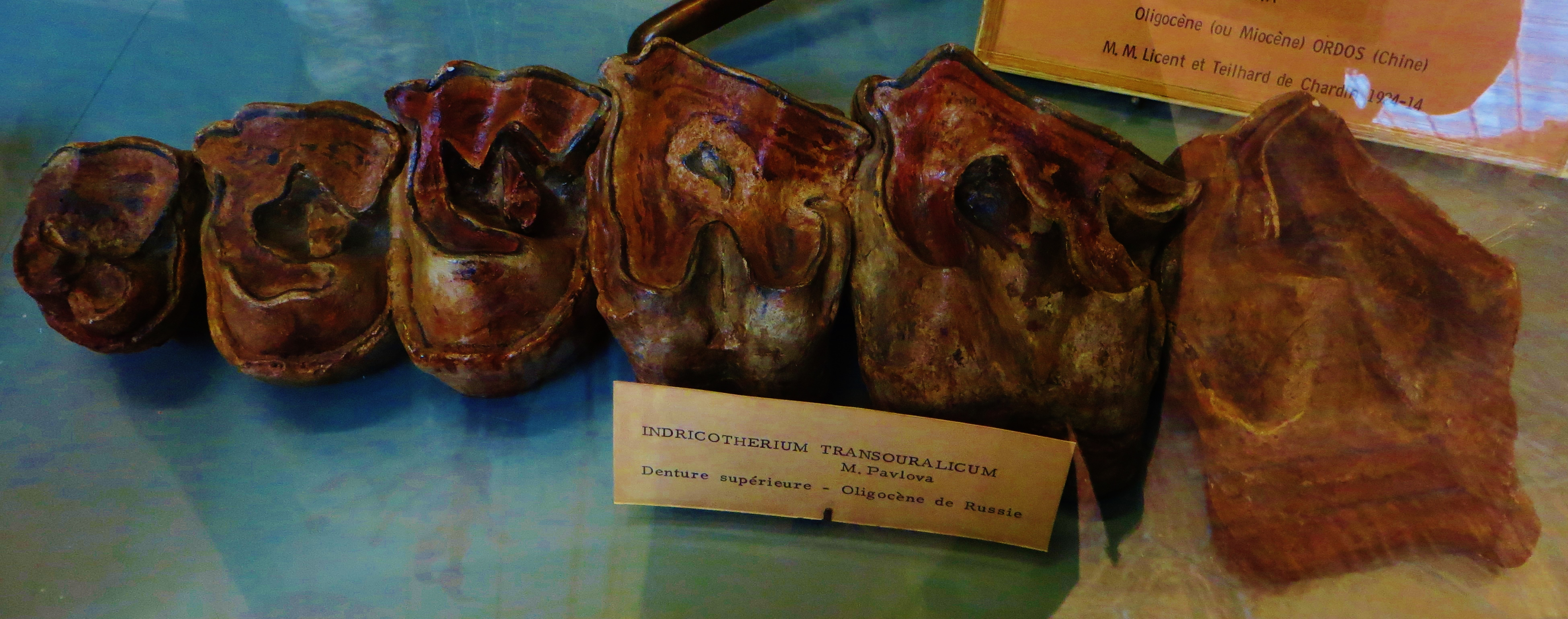
Molares superiores de P. transouralicum, Museu Nacional de História Natural (França)

As espécies do gênero Paraceratherium são discerníveis principalmente através das características do crânio. P. bugtiense tem características como um maxilar e pré-maxilar relativamente mais magros, dermatocrânio pouco profundo, processos mastoide-paraoccipitais que são relativamente finos e localizados na parte de trás do crânio, uma crista lambdoide menos extensa, e um côndilo occipital com uma orientação horizontal, característica compartilhada com Dzungariotherium. P. transouralicum tem maxilar e pré-maxilar robustos, ossos zigomáticos apontando para cima, ossos frontais abobadados, processos mastoide-paraoccipitais grossos, uma crista lambdoide que se estende atrás, e côndilos occipitais com uma orientação vertical.
Ao contrário da maioria dos rinocerontes primitivos, os dentes frontais dos paraceratérios eram reduzidos a um único par de dentes incisivos em cada mandíbula, que eram grandes e cônicos, e têm sido descritos como presas. Os incisivos superiores eram apontados para baixo; os inferiores eram mais curtos e apontados para frente. Entre todos os rinocerontes conhecidos, este arranjamento é pertencente apenas aos paraceratérios e à espécie relacionada Urtinotherium. Os incisivos podem ter sido maiores em machos. Os dentes caninos geralmente encontrados atrás dos incisivos foram perdidos. Os incisivos eram separados da fileira de dentes pós-caninos por um grande diastema. Esta característica é encontrada em mamíferos onde os incisivos e dentes pós-caninos têm diferentes funções. Os molares superiores, exceto o terceiro molar superior que tinha forma de V, tinham uma forma de pi (π) como padrão e um metastilo reduzido. Os pré-molares apenas parcialmente formaram o padrão de pi. Cada molar tinha o tamanho de um punho humano; tamanho excedido apenas pelos proboscídeos, embora eles fossem pequenos em relação ao tamanho do crânio. Os dentes pré-molares inferiores tinham forma de L, o que é típico de rinocerontes.

## Palaeobiologia

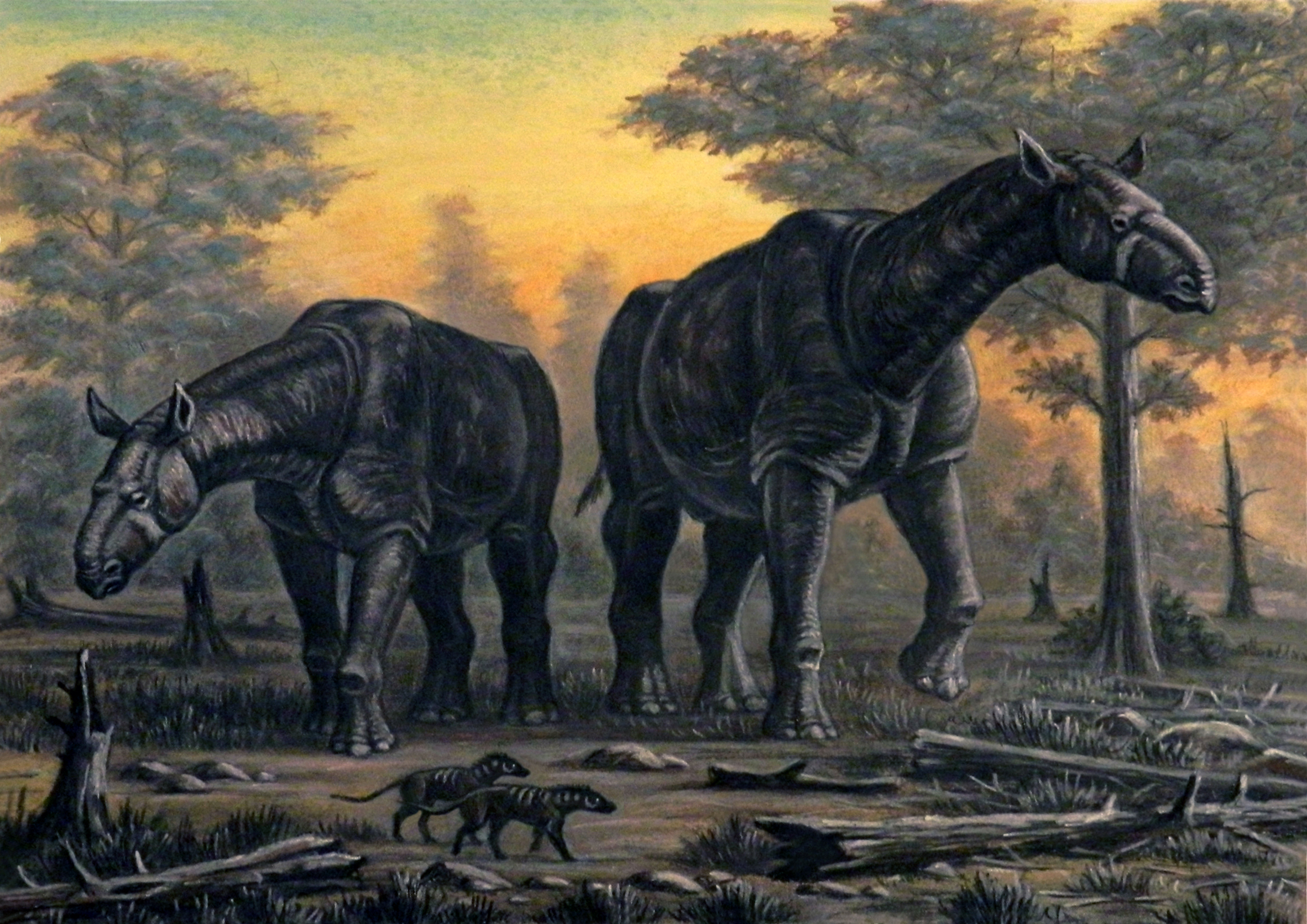
Restauração de um casal de P. transouralicum, com dois hienodontes abaixo.

O zoólogo Robert M. Alexander sugeriu que o superaquecimento pode ter sido um problema sério para os paraceratérios devido ao seu tamanho. De acordo com Donald Prothero os melhores animais vivos análogos aos paraceratérios podem ser grandes mamíferos, como elefantes, rinocerontes e hipopótamos. Para auxiliar a termorregulação esses animais esfriavam durante o dia descansando na sombra ou chafurdando na água ou na lama. Eles também se alimentavam e se moviam principalmente à noite. Por conta de seu grande tamanho, os paraceratérios não podiam correr ou se mover rapidamente, mas eles tinham que ser capazes de cruzar grandes distâncias, o que era necessário em uma ambiente com escassez de alimentos. Eles podem, portanto, ter tido largas áreas de habitat e ter sido migratórios. Prothero sugere que animais grandes como indricotérios necessitariam habitar áreas muito extensas ou territórios de pelo menos 1000 km² e que, por conta da escassez de recursos, haveria pouco espaço na Ásia para muita população ou uma multitude de espécies e gêneros quase idênticos. Este princípio é chamado Lei de Gause e é usado para explanar como os rinocerontes-negros e rinocerontes-brancos exploraram diferentes nichos nas mesmas áreas da África.
A maior parte dos predadores terrestres em seu habitat não eram maiores que um lobo moderno e não representavam uma ameaça aos paraceratérios. Indivíduos adultos eram maiores que qualquer predador terrestre, mas indivíduos jovens estavam vulneráveis. Marcas de mordidas em ossos encontrados em Bugti indicam que até mesmo adultos podem ter sido predados por crocodilos de 10 a 11 metros (33 a 36 pés) de comprimento, Crocodylus bugtiensis. Como em elefantes, o período gestacional dos paraceratérios pode ter sido longo e os indivíduos podem ter tido um longo período de vida. Os paraceratérios podem ter vivido em pequenos rebanhos, provavelmente consistindo de fêmeas e seus bezerros, que elas protegiam de predadores. Foi proposto que 20 toneladas (44 100 libras) pode ser o peso máximo possível para mamíferos terrestres, e os paraceratérios chegaram perto desse limite. As razões por que os mamíferos não podem alcançar o tamanho muito maior dos dinossauros saurópodes são desconhecidas. As razões podem ser ecológicas em vez de biomecânicas, e provavelmente relacionadas a estratégias de reprodução. Movimentos, sons, e outros comportamentos exibidos em documentários feitos com por computação gráfica como Walking with Beasts da BBC são totalmente conjecturais.

### Dieta

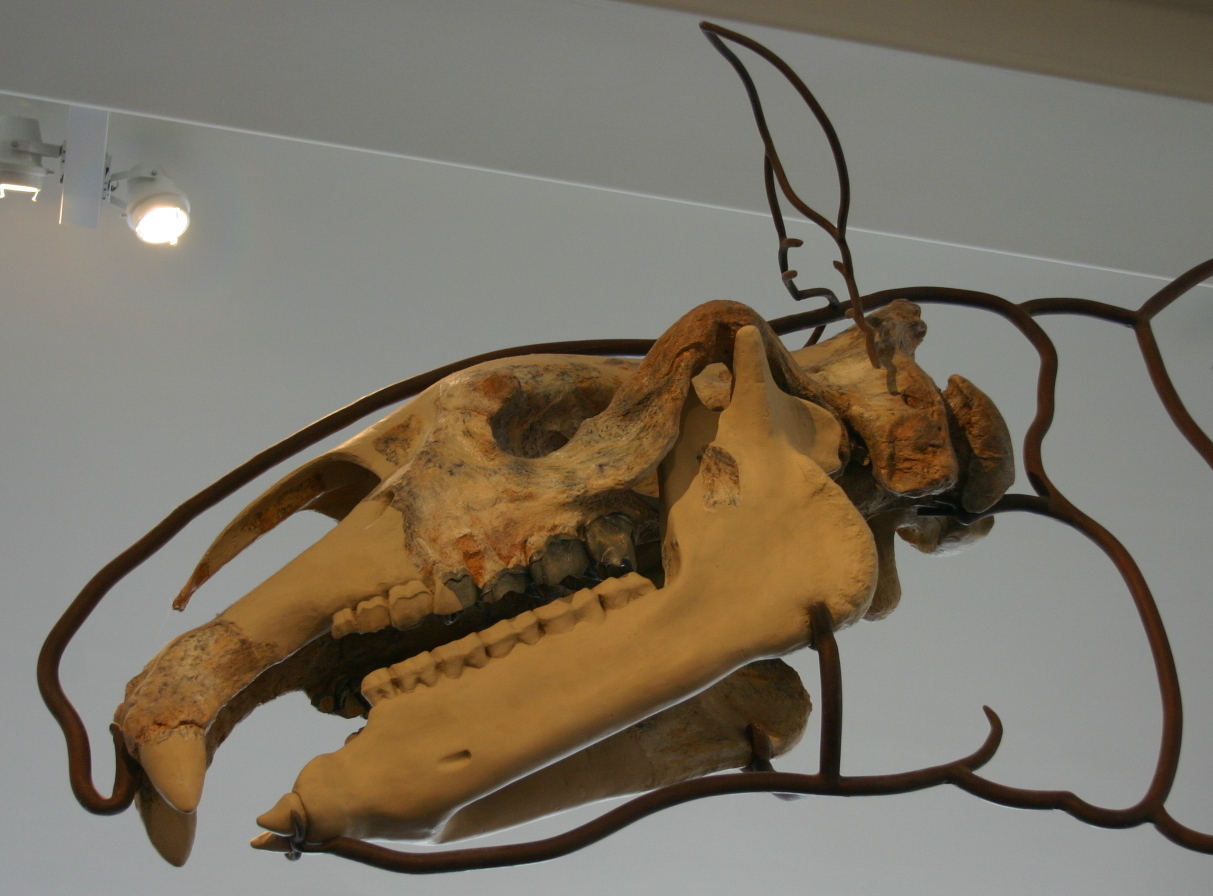
Visão de ângulo baixo de um molde de crânio de P. transouralicum (espécime AMNH 18650)

Os dentes simples de coroa baixa indicam que os paraceratérios eram herbívoros com uma dieta de folhas e arbustos relativamente tenros. Os rinocerontes posteriores eram pastinheiros, com dentes de coroa alta porque suas dietas continham grãos que desgastavam seus dentes rapidamente. Estudos de meso-desgaste nos dentes dos paraceratérios confirmam que as criaturas tinham uma dieta de folhas tenras; estudos de micro-desgaste ainda não foram conduzidos. As análises isotópicas mostram que os paraceratérios alimentavam-se principalmente de plantas C3, que são principalmente folhas. Como seus parentes perissodátilos, os cavalos, tapires e outros rinocerontes, os paraceratérios teriam feito fermentação intestinal; extrairiam relativamente pouca nutrição de sua comida e teriam que comer grandes volumes para sobreviver. Como outros grandes herbívoros, os paraceratérios teriam tido um trato digestivo grande.
Granger e Gregory sugeriram que os grandes incisivos foram usados para defesa ou para afrouxar arbustos movendo o pescoço para baixo, assim funcionando como picaretas e alavancas. Tapires usam suas probóscides para envolver galhos enquanto tiram as cascas com os dentes das frentes; essa habilidade teria sido útil aos paraceratérios. Alguns autores russos sugeriram que as presas provavelmente eram usadas para quebrar galhos, arrancar cascas e dobrar galhos altos e que, porque as espécies do Oligoceno recente tinham presas maiores do que espécies posteriores, eles provavelmente tinham uma dieta mais baseada em cascas do que folhas. Desde que se conhece que as espécies envolvidas são contemporâneas, e que diferenças nas presas são provavelmente sexualmente dimórficas, essa ideia não foi mais aceita. Manadas de paraceratérios podem ter migrado enquanto continuavam alimentando-se de árvores altas, que mamíferos menores não poderiam alcançar. Osborn sugeriu que seu modo de alimentação era similar ao das girafas e ocapis, diferente dos rinocerontes modernos, que andam com suas cabeças baixas.

## Distribuição ehabitat

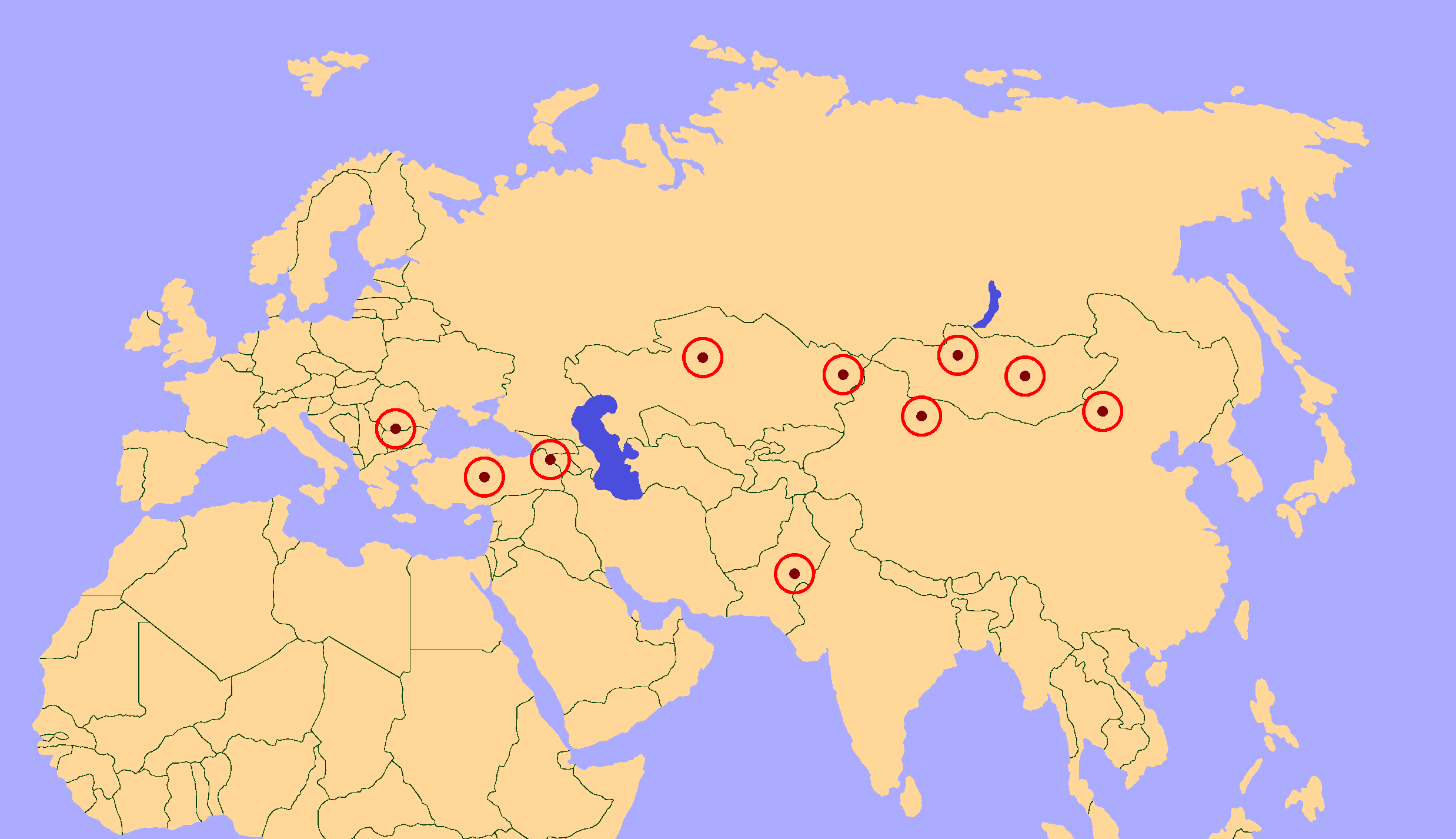
Localização dos fósseis encontrados.

Restos atribuíveis ao gênero Paraceratherium foram encontrados nas formações do início ao fim do período Oligoceno (há entre 34 e 26 milhões de anos) na Eurásia, nos dias atuais, China, Mongólia, Índia, Paquistão, Cazaquistão, Geórgia, Turquia, Romênia, Bulgária e nos Bálcãs. Sua distribuição pode ser correlacionada com o desenvolvimento paleogeográfico do cinturão de montanhas alpino-himalaio. A distribuição dos fósseis de paraceratérios encontrados implica que eles habitaram uma massa terrestre contínua com um ambiente similar em todas elas, mas isto é contraditório porque os mapas paleogeográficos mostram que essa área teve várias barreiras marinhas, então o gênero foi bem-sucedido em ser amplamente distribuído apesar disto. A fauna que coexistiu com os paraceratérios inclui outros rinocerontes, artiodátilos, roedores, cães-urso, furões, hienodontídeos, nimravidíos e felinos.
Os vários tipos de formações geológicas onde os fósseis foram encontrados sugerem que os paraceratérios ocupavam diferentes habitats dependendo da área em questão. A formação de Hsanda Gol da Mongólia representa uma bacia árida e desértica, logo, acredita-se que o ambiente tenha tido poucas árvores altas e uma cobertura limitada de arbustos, tal como a fauna consistia principalmente de animais que se alimentavam da copa das árvores ou perto do solo. Um estudo de pólen fóssil mostrou que grande parte da China era arbustiva lenhosa, com plantas como Atriplex, Ephedra e Nitraria, todas adaptadas a ambientes áridos. Árvores eram raras, e concentradas próximas a lençóis freáticos. As partes da China onde os paraceratérios viviam possuiam lagos secos e várias dunas, e os fósseis vegetais mais comuns são folhas adaptadas ao deserto, como a Palibinia. As espécies de árvores na Mongólia e na China incluíam bétulas, ulmeiros, carvalhos e outras árvores decíduas, enquanto a Sibéria e o Cazaquistão também tinham árvores nogueiras. O distrito de Dera Bugti, no Paquistão, haviam florestas secas, de temperadas à subtropicais.

## Extinção

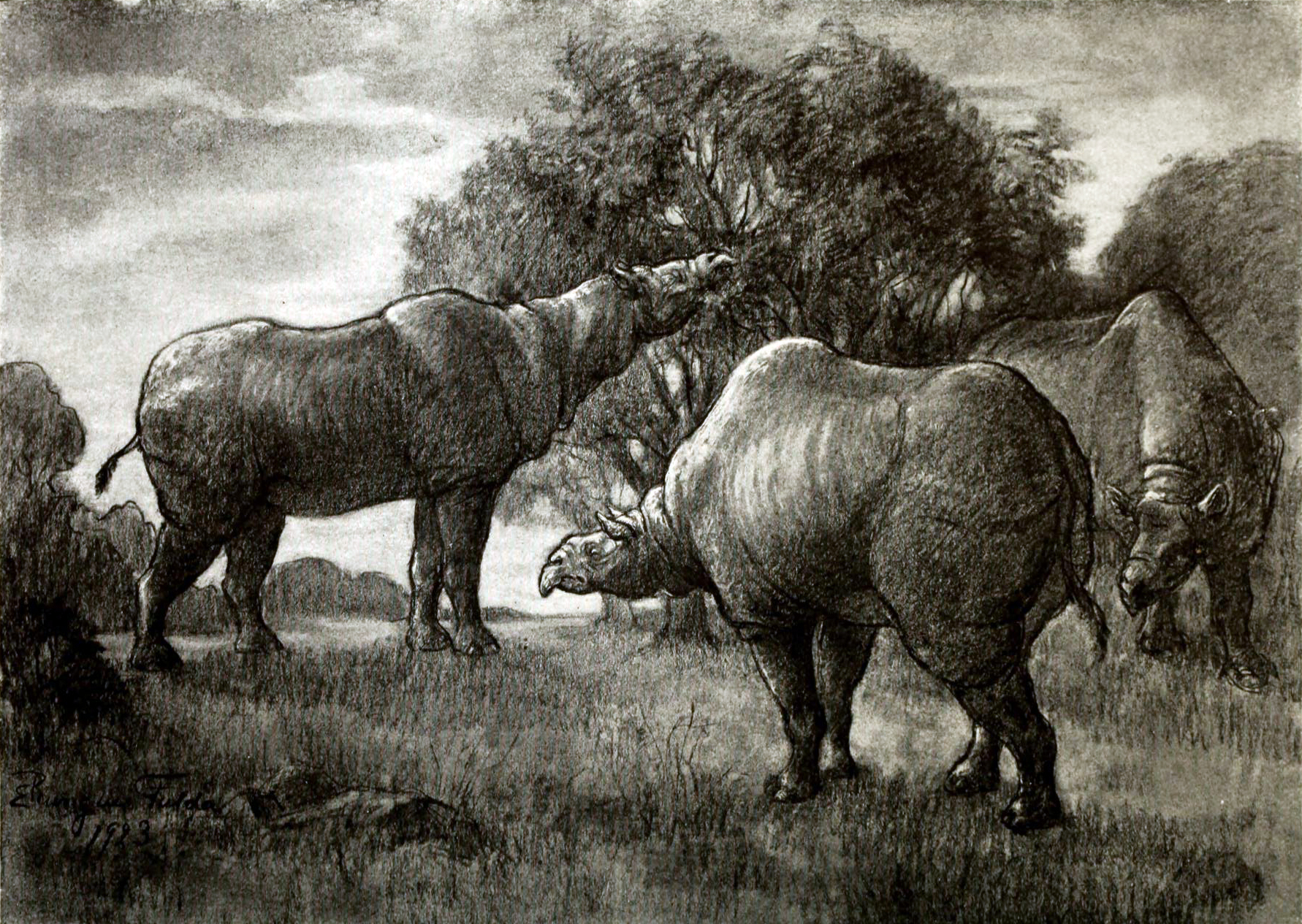
Manada de P. transouralicum se alimentando, por Elizabeth Rungius Fulda, 1923.

As espécies do gênero Paraceratherium foram extintas após cerca de 11 milhões de anos de existência, por razões desconhecidas, mas é improvável que seja devido a apenas uma causa. Possíveis razões incluem mudança climática, taxa baixa de reprodução, e a invasão de proboscídeos da família Gomphotheriidae, oriundos da África, no final do período Oligoceno (há entre 28 e 23 milhões de anos). Esses invasores podem ter sido capazes de mudar radicalmente os habitats em que se instalavam, na mesma forma em que os elefantes-africanos fazem atualmente, destruindo árvores e tornando florestas em regiões de vegetação rasteira. À medida em que sua fonte de alimentação foi rareando, a sua população foi diminuindo numericamente, se tornando mais vulnerável a outras ameaças. Grandes predadores como Hyainailurus e Amphicyon também vieram da África para a Ásia durante o Mioceno recente (há cerca de 23 a 16 milhões de anos), e podem também ter predado os filhotes dos paraceratérios. Outros herbívoros também invadiram a Ásia durante esse período.